# Distrito electoral federal 15 de Veracruz

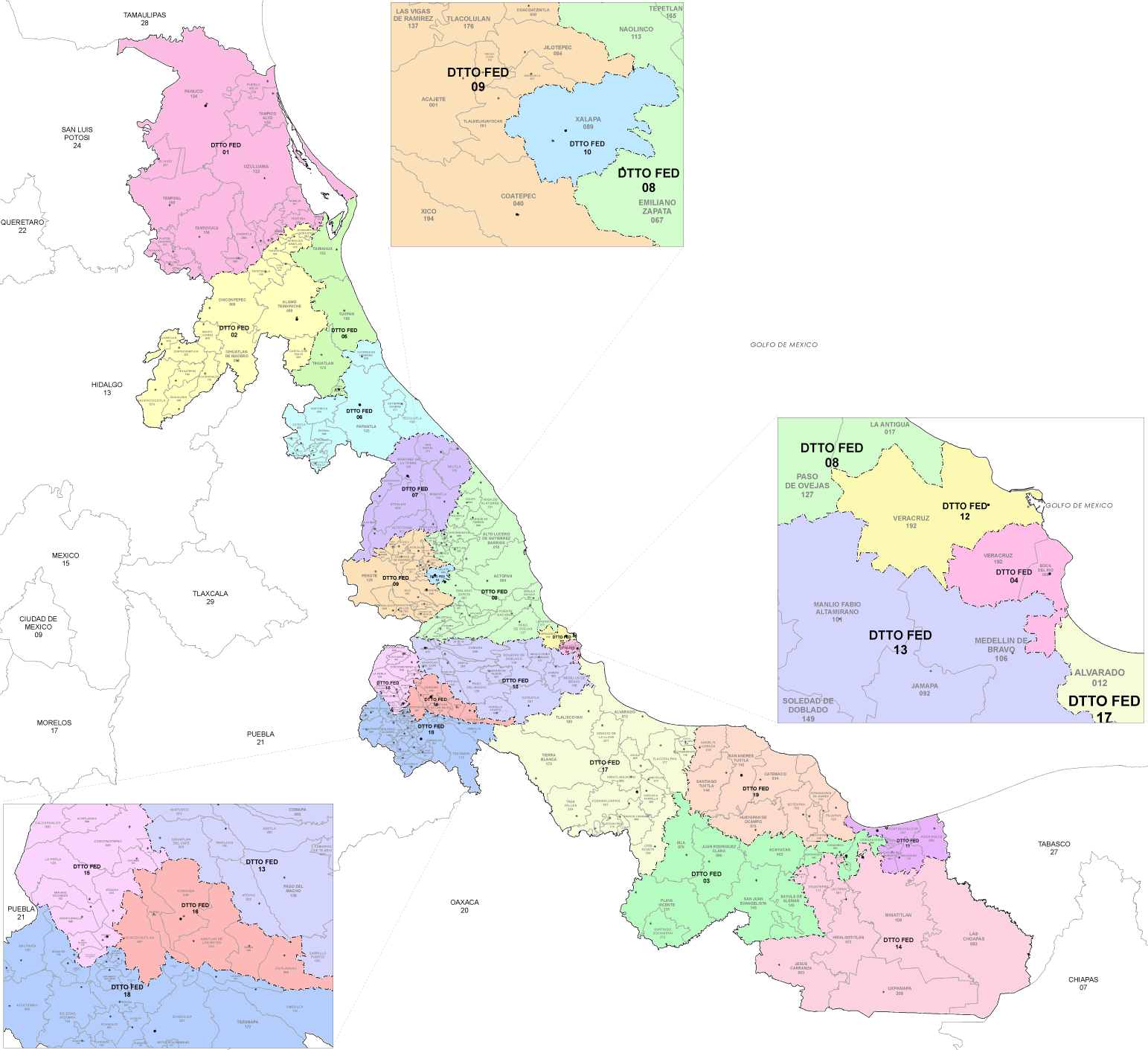
Mapa de los distritos electorales federales correspondientes al estado de Veracruz desde el proceso de redistritación de 2022.

El Distrito electoral federal 15 de Veracruz es uno de los 300 Distritos Electorales en los que se encuentra dividido el territorio de México para la elección de diputados federales y uno de los 20 en los que se divide el estado de Veracruz de Ignacio de la Llave. Su cabecera es la ciudad de Orizaba.
El décimo quinto distrito electoral federal de Veracruz se localiza al oeste del estado y lo forman los municipios de Alpatláhuac, Atzacan, Calcahualco, Coscomatepec, Ixhuantlacillo, Ixtaczoquitlán, Mariano Escobedo, Orizaba, La Perla y Río Blanco. Esta integración fue definida por el Instituto Nacional Electoral en marzo de 2017.

## Diputados por el distrito
- XLIX Legislatura
  - (1973 - 1976): Manuel Ramos Gurrión
- L Legislatura
  - (1976 - 1979): Eduardo Thomae Domínguez
- LI Legislatura
  - (1979 - 1982): Francisco Mata Aguilar
- LII Legislatura
  - (1982 - 1988): Carlos Brito Gómez
- LIV Legislatura
  - (1988 - 1991): Marco Antonio Castellanos López
- LV Legislatura
  - (1991 - 1994): Fernando Charleston Salinas
- LVI Legislatura
  - (1994 - 1997): Jesús Cruz Malpica
- LVII Legislatura
  - (1997 - 2000): Aquileo Herrera Munguía
- LVIII Legislatura
  - (2000 - 2003): Manuel Orozco Garza
- LIX Legislatura
  - (2003 - 2006): Tomás Trueba Gracian
- LX Legislatura
  - (2006 - 2009): Gerardo Lagunes Gallina
- LXI Legislatura
  - (2009 - 2012): Fidel Kuri Grajales
- LXII Legislatura
  - (2012 - 2015): Juan Manuel Diez Francos
- LXIII Legislatura
  - (2015 - 2018): Fidel Kuri Grajales
- LXIV Legislatura / LXV Legislatura
  - (2018 - 2024): Dulce María Corina Villegas Guarneros